# The Poison
The Poison är metalcorebandet Bullet for My Valentines första album, utgivet 3 oktober 2005.

## Låtlista
1. "Intro" - 2:23
2. "Her Voice Resides" - 4:18
3. "4 Words (to Choke Upon)" - 3:44
4. "Tears Don't Fall" - 5:48
5. "Suffocating Under Words of Sorrow (What Can I Do)" - 3:36
6. "Hit the Floor" - 3:30
7. "All These Things I Hate (Revolve Around Me)" - 3:45
8. "Room 409" - 4:01
9. "The Poison" - 3:39
10. "10 Years Today" - 3:56
11. "Cries in Vain" - 3:56
12. "Spit You Out" - 4:08
13. "The End" - 8:15